# إشقيل ألباني
إشقيل ألباني (الاسم العلمي:Scilla albanica) هو نوع من النباتات يتبع جنس الإشقيل من الفصيلة الهليونية.